# Academy of Country Music Awards 2025
O Academy of Country Music Awards 2025, anunciado como Academy of Country Music Awards 60, foi realizado em 8 de maio de 2025, no Ford Center at The Star, em Frisco, Texas, nos Estados Unidos, e contou com Reba McEntire como apresentadora.
A indicada pela primeira vez, Ella Langley, liderou as indicações com oito, incluindo uma como diretora de seu videoclipe. Cody Johnson, Morgan Wallen e Lainey Wilson vieram logo atrás, com seis indicações cada. Langley levou para casa o maior número de prêmios da noite, com cinco, dois como artista de seu videoclipe e como diretora.

## Antecedentes
Em 2 de novembro de 2023, a Academy of Country Music anunciou que renovaria sua parceria com a Prime Video até 2025, e que Reba McEntire apresentaria a cerimônia pela décima oitava vez. Em comunicados à imprensa, a ACM diz que "o monumental programa celebrará seis décadas de música country e apresentará performances inesquecíveis das estrelas mais lendárias e premiadas do gênero".

## Apresentações
| Artista(s)                                                                    | Canção(ões) | Apresentado(s) por         |
| ----------------------------------------------------------------------------- | --- | -------------------------- |
| Reba McEntire Clint Black Wynonna Judd LeAnn Rimes Little Big Town Dan + Shay | Medley de Canções das Décadas "Okie From Muskogee" "Rhinestone Cowboy" "Why Not Me" "Blue" "Girl Crush" "Tequila "                                                              | —                          |
| Eric Church                                                                   | "Hands of Time" | Reba McEntire              |
| Miranda Lambert Ella Langley                                                  | "Run" (Lambert) "Kerosene" (Lambert e Langley) | Reba McEntire              |
| Zach Top                                                                      | "Use Me" | Riley Green                |
| Blake Shelton                                                                 | "Texas" | Reba McEntire              |
| Lainey Wilson                                                                 | "Whirlwind" | Blake Shelton              |
| Kelsea Ballerini                                                              | "Baggage" | Reba McEntire              |
| Chris Stapleton                                                               | "It Takes a Woman" | Reba McEntire              |
| Ella Langley                                                                  | "Weren't for the Wind" | Gabby Barrett              |
| Alan Jackson                                                                  | "Remember When" | Reba McEntire              |
| Jelly Roll Shaboozey                                                          | "Heart of Stone" (Roll) "Amen" (Roll e Shaboozey) | Ernest                     |
| Megan Moroney Chris Stapleton Brothers Osborne                                | Tributo a Keith Urban "Stupid Boy" "Blue Ain't Your Color" "Where the Blacktop Ends" (com Keith Urban na guitarra)                                                              | Reba McEntire              |
| Cody Johnson Brooks & Dunn                                                    | "The Fall" (Johnson) "Red Dirt Road" (Johnson e Brooks & Dunn) | Jordan Davis Chase Elliott |
| Reba McEntire Miranda Lambert Lainey Wilson                                   | "Trailblazer" | Rita Wilson                |
| Rascal Flatts Backstreet Boys                                                 | "What Hurts the Most" (Rascal Flatts e Backstreet Boys) "I Dare You" (Rascal Flatts) "Larger than Life" (Backstreet Boys) "Life Is a Highway" (Rascal Flatts e Backstreet Boys) | Blake Shelton              |

## Vencedores e indicados
Os indicados foram revelados em 27 de março. O período de elegibilidade para inscrições para o 60º Academy of Country Music Awards foi de 1º de janeiro de 2024 a 31 de dezembro de 2024.
| Artista do Ano (apresentado por Blake Shelton) | Álbum do Ano (apresentado por Little Big Town) |
| --- | --- |
| - Lainey Wilson - Kelsea Ballerini - Luke Combs - Cody Johnson - Jelly Roll - Chris Stapleton - Morgan Wallen | - Whirlwind — Lainey Wilson - Am I Okay? (I'll Be Fine) — Megan Moroney - Beautifully Broken — Jelly Roll - Cold Beer & Country Music — Zach Top - F-1 Trillion — Post Malone |
| Cantora do Ano (apresentado por Martina McBride, Gretchen Wilson, Sara Evans, Crystal Gayle e Wynonna Judd) | Cantor do Ano (apresentado por Clint Black) |
| - Lainey Wilson - Kelsea Ballerini - Ella Langley - Megan Moroney - Kacey Musgraves | - Chris Stapleton - Luke Combs - Cody Johnson - Jelly Roll - Morgan Wallen |
| Grupo do Ano (apresentado por The Oak Ridge Boys) | Dupla do Ano (apresentado por Kristian Bush) |
| - Old Dominion - Flatland Cavalry - Little Big Town - Rascal Flatts - The Red Clay Strays | - Brooks & Dunn - Brothers Osborne - Dan + Shay - Muscadine Bloodline - The War and Treaty |
| Single do Ano (apresentado por Reba McEntire) | Canção do Ano (apresentado por Lionel Richie) |
| - "You Look Like You Love Me" — Ella Langley com part. de Riley Green - "A Bar Song (Tipsy)" — Shaboozey - "Dirt Cheap" — Cody Johnson - "I Had Some Help" — Post Malone com part. de Morgan Wallen - "White Horse" — Chris Stapleton | - "Dirt Cheap" — Josh Phillips - "4x4xU" — Jon Decious, Aaron Raitiere, Lainey Wilson - "The Architect" — Shane McAnally, Kacey Musgraves, Josh Osborne - "I Had Some Help" — Louis Bell, Ashley Gorley, Jonathan Hoskins, Austin Post, Ernest Keith Smith, Morgan Wallen, Chandler Paul Walters, Ryan Vojtesak - "You Look Like You Love Me" — Riley Green, Ella Langley, Aaron Raitiere |
| Cantora Revelação do Ano | Cantor Revelação do Ano |
| - Ella Langley - Kassi Ashton - Ashley Cooke - Dasha - Jessie Murph | - Zach Top - Gavin Adcock - Shaboozey - Tucker Wetmore - Bailey Zimmerman |
| Dupla/Grupo Revelação do Ano | Artista-Compositor do Ano |
| - The Red Clay Strays - Restless Road - Treaty Oak Revival | - Lainey Wilson - Luke Combs - ERNEST - HARDY - Morgan Wallen |
| Compositor do Ano | Mídia Visual do Ano |
| - Jessie Jo Dillon - Jessi Alexander - Ashley Gorley - Chase McGill - Josh Osborne | - "You Look Like You Love Me" — Ella Langley com part. de Riley Green - "4x4xU" — Lainey Wilson - "Dirt Cheap" — Cody Johnson - "I'm Gonna Love You" — Cody Johnson com part. de Carrie Underwood - "Think I'm in Love with You" — Chris Stapleton |
| Evento Musical do Ano (apresentado por Lee Ann Womack e Parker McCollum) | |
| - "You Look Like You Love Me" — Ella Langley com part. de Riley Green - "Cowboys Cry Too" — Kelsea Ballerini com part. de Noah Kahan - "I Had Some Help" — Post Malone com part. de Morgan Wallen - "I'm Gonna Love You" — Cody Johnson com part. de Carrie Underwood - "We Don't Fight Anymore" — Carly Pearce com part. de Chris Stapleton | |
| Prêmio Alan Jackson de Conjunto da Obra (apresentado por Reba McEntire) | Prêmio Coroa Tripla (apresentado por Megan Moroney, Chris Stapleton e Brothers Osborne) |
| Alan Jackson | Keith Urban |